# Noćaj
Noćaj (serbisch-kyrillisch : Ноћај) ist ein Dorf in der Opština Sremska Mitrovica in der nordserbischen Provinz Vojvodina. Laut Volkszählung von 2002 leben 2120 Einwohner in dem Dorf.

## Geographie

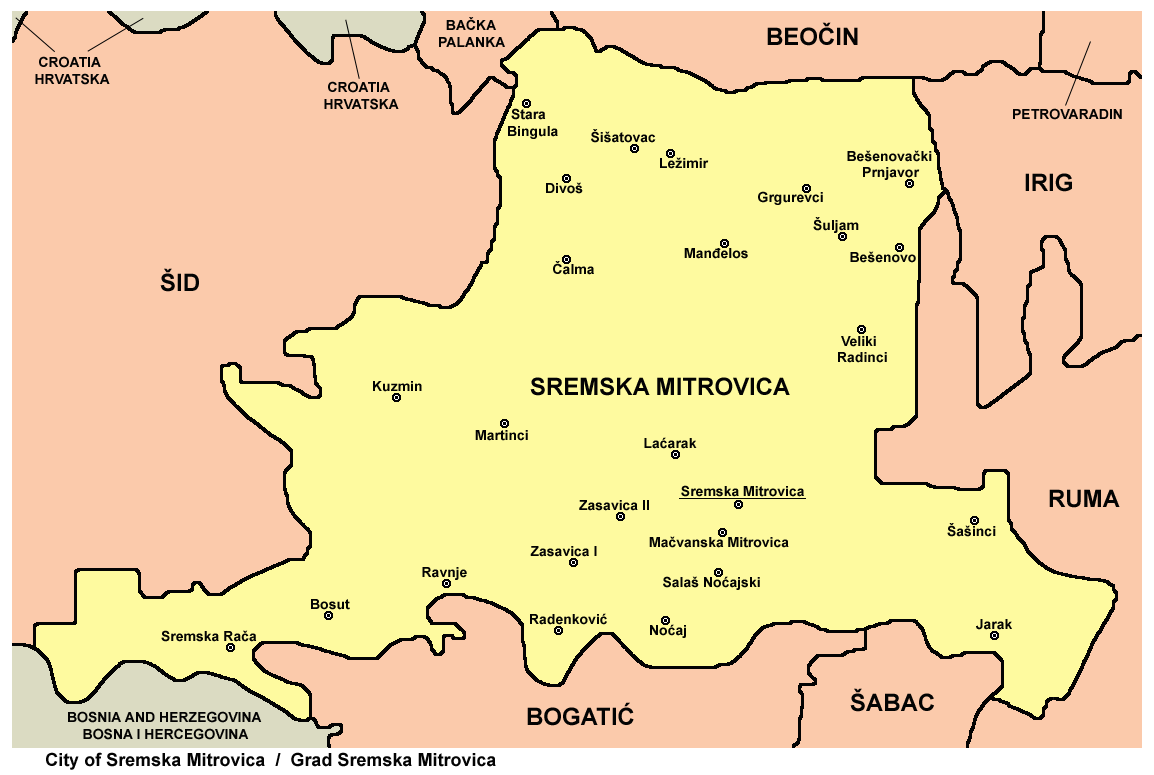
Noćaj in der Gemeinde Sremska Mitrovica

Das Dorf liegt in der Opština Sremska Mitrovica, im Okrug Srem. Geographisch ist das Dorf  im nördlichen Teil der Region, Mačva in der Vojvodina gelegen, während der südliche Teil der Mačva Region  in Zentral-Serbien liegt.
Das Naturreservat Zasavica liegt in der Nähe des Dorfes. Noćaj, die Stadt Mačvanska Mitrovica und weitere vier Dörfer sind die einzigen Teile der autonomen Provinz Vojvodina, die sich südlich (rechts) der Save befinden.
Während der größte Teil der Vojvodina links der Save liegt und aus den Regionen Banat, Srem und der Bačka besteht. Noćaj liegt 10 km südlich von Sremska Mitrovica. Das Dorf liegt bei einer Außerortsstraße und befindet sich nahe dem rechten Ufer des Flusses Save.

## Bevölkerung
Noćaj hatte bei der Volkszählung 2002 2120 Einwohner, während es 1991 2237 Einwohner waren. Nach den letzten drei Volkszählungen sinkt die Bevölkerung von Noćaj. Von den 2120 Einwohnern sind 2098 Serben. Der Ort besteht aus 676 Haushalten.

### Demographie
| Jahr | Einwohnerzahl |
| ---- | ------------- |
| 1948 | 2424          |
| 1953 | 2479          |
| 1961 | 244           |
| 1971 | 2338          |
| 1981 | 2323          |
| 1991 | 2237          |
| 2002 | 2120          |

## Geschichte

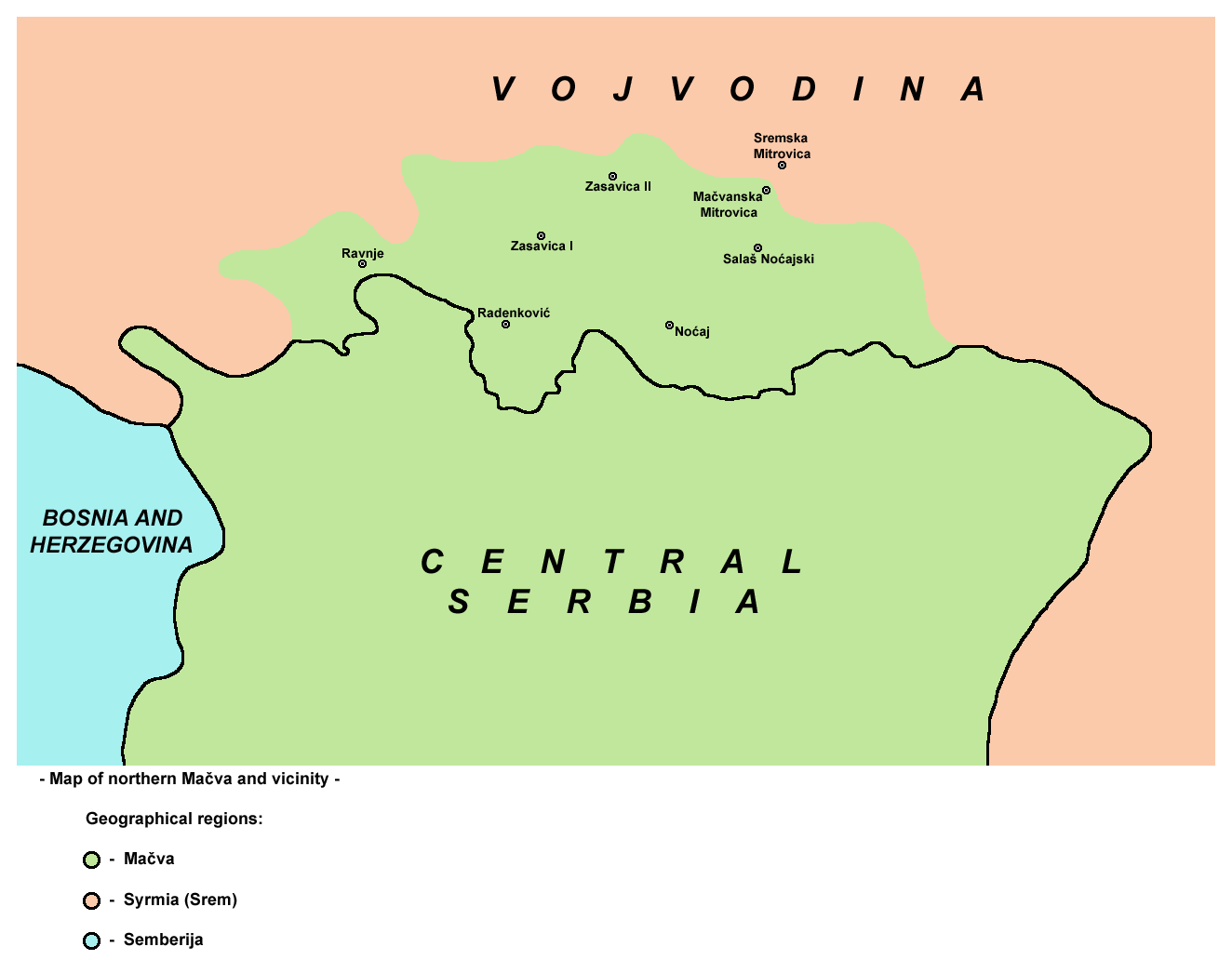
Die Region Nordmačva mit Noćaj

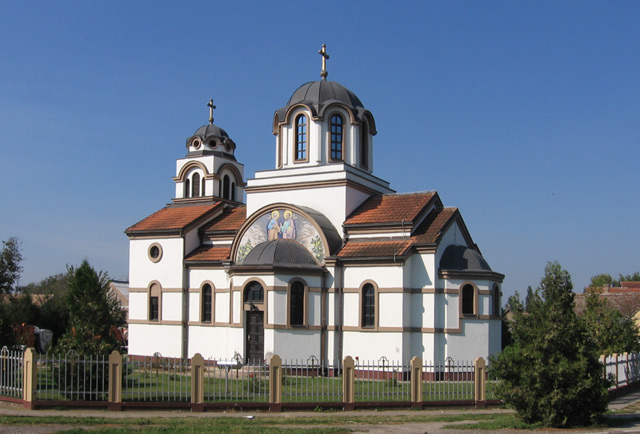
Die Serbisch-Orthodoxe Kirche Hl. Aposteln Peter und Paul

An einem kleinen Nebenfluss der Save bei Sremska Mitrovica, der Bitva, stand eine Burg, die in der historischen ungarischen Banschaft der Mačva lag. Diese königliche Burg wurde erstmals 1336 erwähnt und bildete den Kern des heutigen Dorfes Noćaj. Somit wird das Jahr 1336 als Gründungsjahr von Noćaj gesehen.
Der serbische Fürst und Heilige Lazar Hrebeljanović eroberte die Burg 1381. 1386 nahmen Anhänger der ungarischen Königin Maria beim Dorf, eine kleine kroatische Armee gefangen. 1426 fand beim Dorf die Ceruj-Schlacht statt, von der noch einige Erinnerungsstücke erhalten sind.

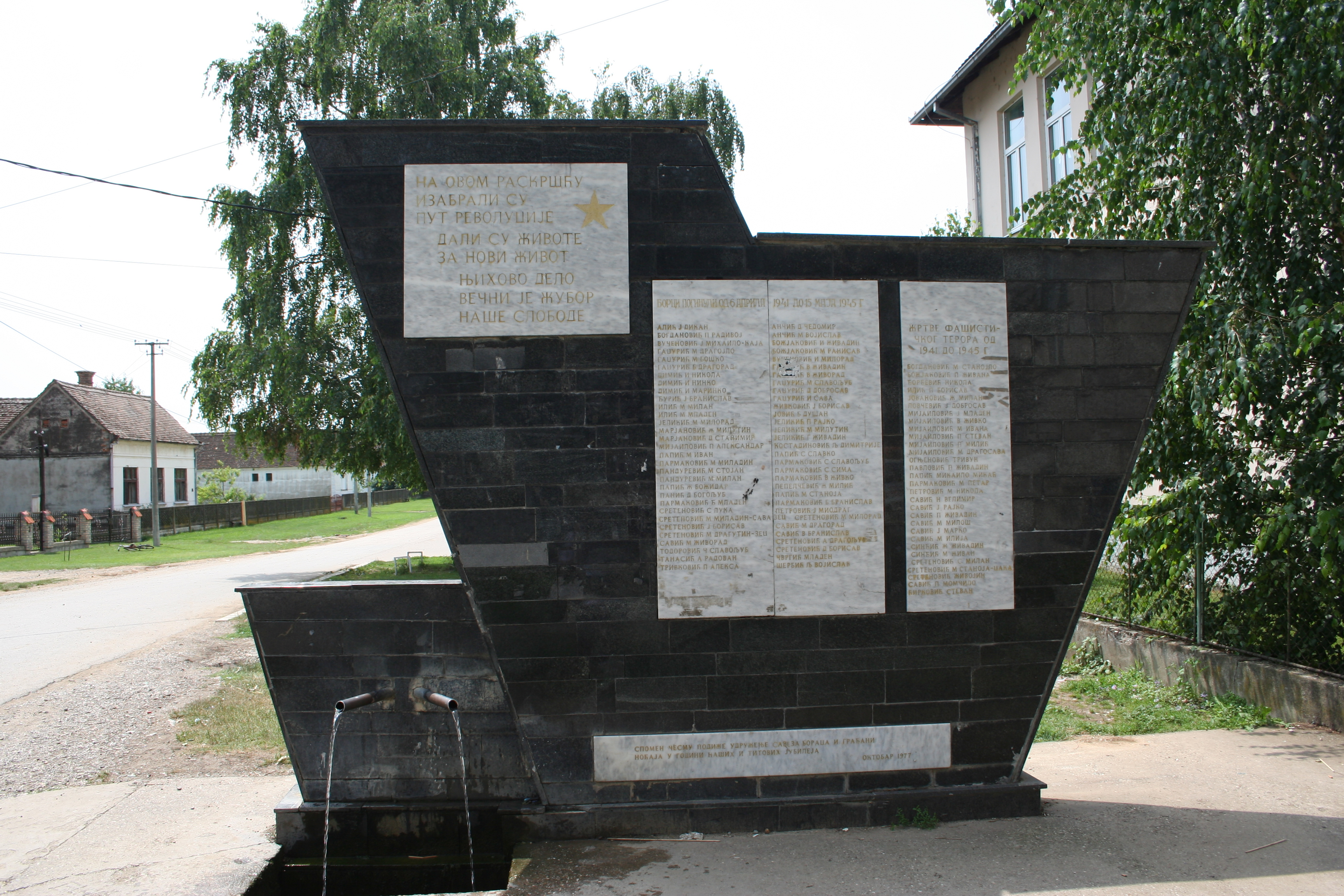
Gedenkbrunnen für die Opfer des Zweiten Weltkriegs aus Noćaj

Das Dorf war in der Zeit der Osmanischen Besatzung Serbiens einige Zeit verlassen und später wieder besiedelt worden. 1997 wurde die Serbisch-orthodox Kirche Hl. Aposteln Peter und Paul im Dorfzentrum erbaut.

## Persönlichkeiten
Noćaj ist bekannt als Wohnsitz von Stojan Čupić. Er wurde „Zmaj Od Noćaja“ („Der Drache von Noćaj“) genannt. Er ist ein Held des  Ersten Serbischen Aufstands, der von 1804 bis 1813 dauerte. Der Fußball-Verein von Noćaj trägt den Namen „Zmaj“ (Drache).

## Belege
- Knjiga 9, Stanovništvo, uporedni pregled broja stanovnika 1948, 1953, 1961, 1971, 1981, 1991, 2002, podaci po naseljima, Republički zavod za statistiku, crkva sv. apostola petar i pavle (1997) Beograd, maj 2004, ISBN 86-84433-14-9
- Prvi rezultati popisa 2011., pristupljeno na dan 18. November 2011.
- Knjiga 1, Stanovništvo, nacionalna ili etnička pripadnost, podaci po naseljima, Republički zavod za statistiku, Beograd, Februar 2003, ISBN 86-84433-00-9
- Knjiga 2, Stanovništvo, pol i starost, podaci po naseljima, Republički zavod za statistiku, Beograd, Februar 2003, ISBN 86-84433-01-7